# Gottlob Haußleiter
Johann Friedrich Gottlob Haußleiter (* 14. August 1857 in Löpsingen; † 24. Oktober 1934 in Erlangen) war ein evangelisch-lutherischer Theologe, Missionsinspektor und Hochschullehrer.

## Leben
Haußleiter wuchs als Sohn eines Lehrers im Nördlinger Ries auf. Nach dem Abitur auf der Königlichen Lateinschule zu Nördlingen studierte er erst Geschichte in München, bevor er zur evangelischen Theologie wechselte und in Leipzig und Erlangen studierte. Nach dem zweiten Examen wurde er zunächst Stadtvikar und Religionslehrer in München. 1891 wechselte er als Pfarrer und Kurprediger nach Bad Kissingen. 1894 zog es ihn ins Bergische Land, wo er Pfarrer der lutherischen Gemeinde Barmen-Wupperfeld wurde. Hier wurde er zudem Präses der Wuppertaler Traktatkommission und 1903 Erster Inspektor der Rheinischen Missionsgesellschaft. Als Nachfolger von August Schreiber in der Leitung der Rheinischen Mission strukturierte Haußleiter diese neu und unterteilte sie in verschiedene Dezernate. 1907 gründete er gemeinsam mit anderen das Deutsche Institut für Ärztliche Mission in Tübingen. 1908 gab er die Leitung der Rheinischen Mission an Johannes Spiecker ab. Im gleichen Jahr verlieh ihm die Theologische Fakultät der Universität Halle die Ehrendoktorwürde und berief ihn zum Professor für Mission und Missionswissenschaft als Nachfolger von Gustav Warneck. Außerdem sollte er Lehrveranstaltungen in der Praktischen Theologie abhalten. In seinem neuen Amt unternahm er mehrere Reisen auf die Missionsgebiete in Deutsch-Ostafrika (1909/10) und ins südliche Afrika (Deutsch-Südwestafrika und Kapkolonie). Darüber hinaus wirkte er als ehrenamtlicher Vorsitzender verschiedener Missionsvereine und -konferenzen. Ab 1916 kam ein Lehrauftrag an der Universität Erlangen hinzu, wohin er nach seiner Entpflichtung in Halle im Jahr 1925 übersiedelte.

## Familie
Gottlob Haußleiter war der Bruder des Theoiogen Johannes Haußleiter und der Vater des Staatswissenschaftlers Otto Haußleiter.

## Schriften (Auswahl)
- als Hrsg.: Philipp Melanchthons etliche Sprüche vom christlichen Leben. Ein wenig bekanntes Büchlein. An dessen 400jährigem Geburtstage der evangelischen Christengemeinde dargeboten, Barmen 1897.
- Zur Eingeborenen-Frage in Deutsch-Südwest-Afrika. Erwägungen und Vorschläge. Warneck, Berlin 1906.
- Die evangelische Mission in den deutschen Schutzgebieten. Vortrag, gehalten auf der 23. Generalversammlung des Evangelischen Bundes, Verlag des Evangelischen Bundes, Halle (Saale) 1910.
- Die Bedeutung der ärztlichen Mission in den deutschen Kolonien. In: Die Ärztliche Mission 6 (1911), S. 5–16.